# Weltmeister EX5
WM Motor (Weltmeister) EX5 — компактный электромобиль-кроссовер, выпускавшийся китайским производителем WM Motor (кит. 威马汽车) под брендом Weltmeister. Модель была анонсирована в декабре 2017 года, а мае 2018 года автомобиль был представлен на Пекинском автосалоне. Серийное производство EX5 началось в сентябре 2018 года.

## Описание

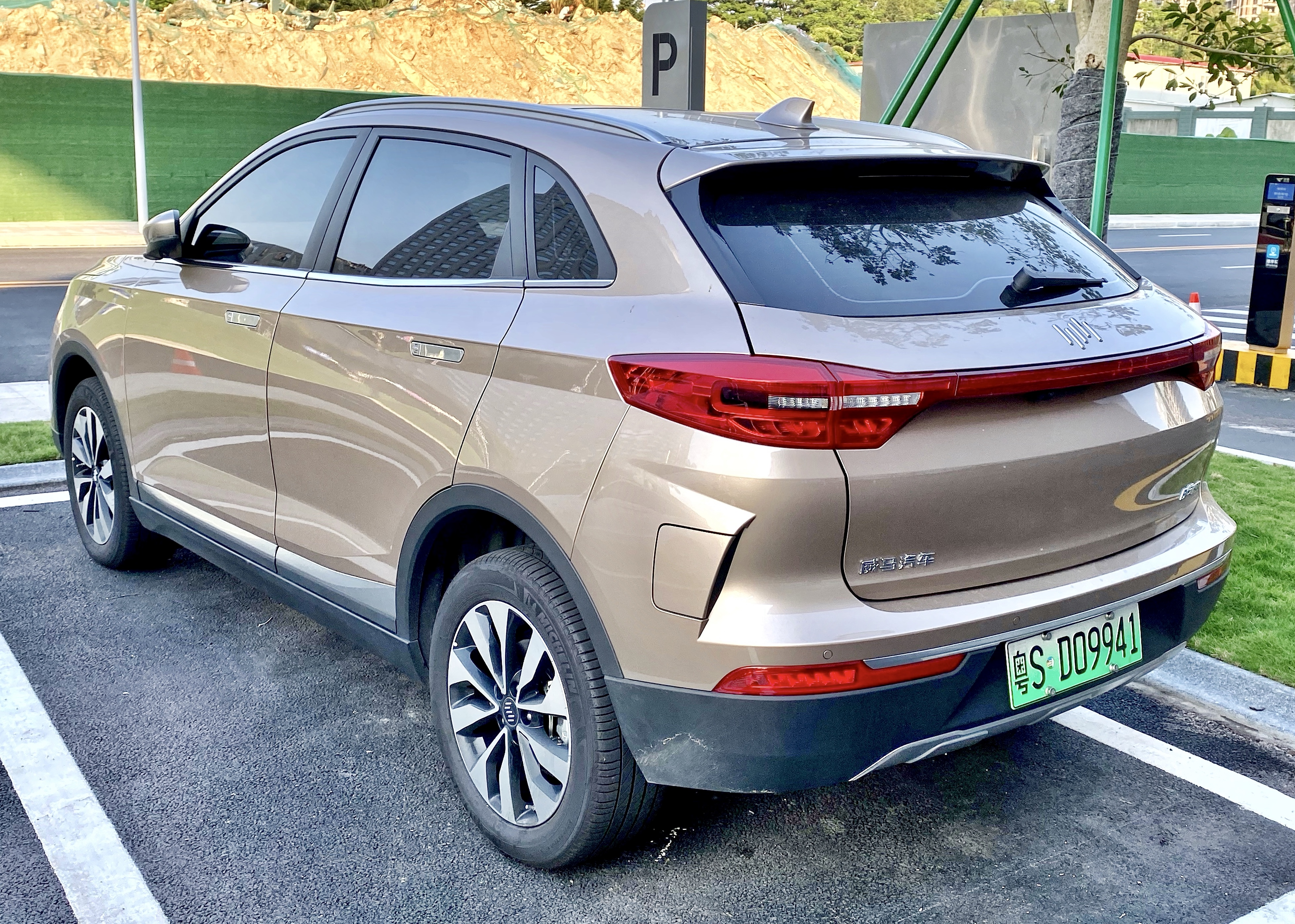
Вид сзади

Серийная версия WM Motor EX5 дебютировала в 2018 году на Пекинском автосалоне. Ценовой диапазон варьировался от 139 800 до 189 800 юаней, включая субсидии китайского правительства на электромобили.
Всего выпускалось три варианта EX5: EX5 400 Mate, EX5 400 и EX5 520. EX5 400 Mate и EX5 400 оснащены аккумулятором ёмкостью 52,5 кВт·ч с запасом хода 400 км по циклу NEDC. EX5 520 оснащён аккумулятором ёмкостью 69 кВт·ч с запасом хода 520 км по циклу NEDC. Во всех вариантах применяется электродвигатель BorgWarner мощностью 160 кВт (215 л. с.) и крутящим моментом 315 Н⋅м.
Домашнее зарядное устройство мощностью 6,6 кВт и напряжением 220 В может полностью зарядить EX5 за 8,5—9 часов. От 30% до 80% автомобиль заряжается за 30 минут при использовании быстрых зарядных устройств постоянного тока мощностью 120 кВт.
EX5 имеет электрическую трансмиссию «Living Motion», интеллектуальную систему помощи при вождении «Living Pilot» с функциями автономного вождения L2 ADAS и операционную систему «Living Engine», которая предлагает интеллектуальную связь и интерактивные функции в салоне.
28 сентября 2018 года, через год после начала производства EX5, компания объявила, что она поставила более 16 000 EX5, при этом уровень удовлетворённости клиентов составил 97%.

## Технические характеристики
|                          | 300                    | 400                      | 500                      | 520                    |
| ------------------------ | ---------------------- | ------------------------ | ------------------------ | ---------------------- |
| Годы производства        | 04.2018—08.2019        | 04.2018—12.2022          | 04.2018—05.2020          | 08.2019—02.2021        |
| Двигатель                | Синхронный             | Синхронный               | Синхронный               | Синхронный             |
| Мощность                 | 160 кВт (215 л. с.)    | 160 кВт (215 л. с.)      | 160 кВт (215 л. с.)      | 160 кВт (215 л. с.)    |
| Крутящий момент          | 315 Н·м                | 315 Н·м                  | 315 Н·м                  | 315 Н·м                |
| Привод                   | Передний               | Передний                 | Передний                 | Передний               |
| Разгон до 100 км/ч       | 7,9 сек.               | 8,5 сек.                 | 8,5 сек.                 | 8,3 сек.               |
| Аккумулятор              | Литий-ионный: 46 кВт·ч | Литий-ионный: 52,6 кВт·ч | Литий-ионный: 56,9 кВт·ч | Литий-ионный: 69 кВт·ч |
| Запас хода по циклу NEDC | 300 км                 | 400 км                   | 460 км                   | 520 км                 |